# Бедо
Бедо (фр. Bedeau) — дворянский род.
Основан иностранцем, принявшим присягу на подданство России, генерал-майором Павлом Ивановичем Бедо, который в 1879 году получил потомственное дворянство и 31 октября 1897 года с сыном Петром был внесён во II часть дворянской родословной книги Рязанской губернии.

## Описание герба
В лазоревом щите золотой греческий крест с четырьмя золотыми же о шести лучах звёздах в углах, и сопровождаемый четырьмя серебряными лилиями.
Щит увенчан дворянским коронованным шлемом. Нашлемник: серебряная лилия, обременённая двумя скошенно-положенными мечами. Намёт: справа — лазоревый с серебром, слева — лазоревый с золотом. Девиз: «Скромность и постоянство», золотыми буквами на лазоревой ленте.